# Drewniak szkarłatny

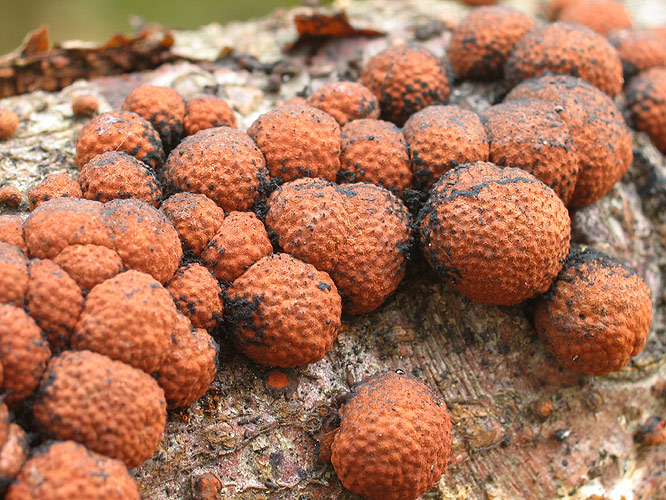

Drewniak szkarłatny (Hypoxylon fragiforme (Pers.) J. Kickx f.) – gatunek grzybów z rodziny Hypoxylaceae.

## Systematyka i nazewnictwo
Pozycja w klasyfikacji według Index Fungorum: Hypoxylon, Hypoxylaceae, Xylariales, Xylariomycetidae, Sordariomycetes, Pezizomycotina, Ascomycota, Fungi.
Po raz pierwszy takson ten zdiagnozował w roku 1794 Christian Hendrik Persoon nadając mu nazwę Sphaeria fragiformis. Obecną, uznaną przez Index Fungorum nazwę nadał mu w roku 1835 Jean Kickx, przenosząc go do rodzaju Hypoxylon.
Synonimów nazwy naukowej ma ponad 20:

## Morfologia
Podkładka
Niemal okrągła lub półkolista, przypłaszczona. Pojedyncza ma średnicę 2–9 mm i wysokość 1,5–7 mm. Sąsiednie podkładki często zlewają się z sobą tworząc skupisko o nieregularnym kształcie. Powierzchnia o barwie rdzawej i nie jest gładka – występują na niej „kopczyki” perytecjów. Pod powierzchnią podkładek występują pomarańczowoczerwone granulki. Poniżej perytecjów rdzeń podkładki jest czarny. Starsze podkładki stopniowo zmieniają barwę, z rdzawych stają się brązowoczerwone, później brązowe, w końcu brązowoczarne.
Perytecja
Jajowate, zanurzone w podkładce. Mają średnicę 0,25–0,38 mm, wysokość 0,45–0,65 mm.. Ostiole czarne, znajduje się na wysokości powierzchni podkładki, lub nieco wgłębione. Worki mają długość 135–180 μm i szerokość 7–10 μm. Powstające w nich zarodniki są ciemnobrązowe, elipsoidalne i nierównoboczne, często księżycowate. Mają rozmiar 10–15 × 4,8–6,8 µm.
Anamorfa
W naturalnych warunkach obserwowano występowanie anamorfy tylko na leszczynie. Jest aksamitna, obejmująca podkładkę. Struktura wytwarzająca konidia jest bezbarwna, lub słabo wybarwiona. Komórki konidialne mają rozmiar 15-27 × 3–3,5  µm. Elipsoidalne lub niemal kuliste konidia mają rozmiar 4–4,8 × 3,5–4 µm.

## Występowanie i siedlisko
Występuje w Ameryce Północnej, Europie, Azji i na wyspach Oceanu Indyjskiego. W Polsce jest pospolity.
Saprotrof rosnący na martwym drewnie drzew liściastych, na pniu, pniakach i na gałęziach. Jest częsty i występuje przez cały rok. Często rośnie w towarzystwie wrośniaka szorstkiego i wraz z nim należy do grzybów, które jako pierwsze zaczynają rozkładać martwe drewno. Występuje głównie na buku, ale obserwowano go także na brzozie, olszy, grabie, topoli, dębie, jarząbie i lipie.
Na owocnikach drewniaka szkarłatnego pasożytuje inny, wytwarzający czerwone i kuliste owocniki grzyb – Dialonectria episphaeria.

## Gatunki podobne
Najbardziej podobny jest również pospolity drewniak pierzasty (Hypoxylon howeanum). Drewniak szkarłatny morfologicznie różni się od niego „kopczykami” perytecjów. Drewniak pierzasty ma bardziej gładką powierzchnię i tworzy charakterystyczną anaformę. Można je rozróżnić także mikroskopowo: d. szkarłatny ma większe zarodniki. Obydwa te gatunki mają ten sam chemotyp i czasami mieszają się z sobą. Czasami trudno jest ustalić, do którego z tych dwóch gatunków należy dana podkładka. Inne podobne gatunki:
- drewniak brunatny (Hypoxylon fuscum) występujący na leszczynie i na olszy i mniejszy (średnica do 4 mm)
- drewniak czerwonawy (Hypoxylon rutilum) też rosnący na buku. Odróżnić go można mikroskopowym badaniem zarodników (są mniejsze),